# The Fortunes of Mariana
The Fortunes of Mariana è un cortometraggio muto del 1915.

## Produzione
Il film fu prodotto dalla Selig Polyscope Company.

## Distribuzione
Distribuito dalla General Film Company, il film - un cortometraggio in due bobine - uscì nelle sale cinematografiche statunitensi il 21 giugno 1915.